# Raionul Piesceanca, județul Râbnița
Raionul Piesceanca a fost unul din cele patru raioane ale județului Râbnița din Guvernământul Transnistriei între 1941 și 1944.

## Localități
- Pișceanka